# کارل پی
کارل پی یا پی یو (به چینی: 裴宇؛ پینیین: Péi Yǔ؛ زاده ۱۱ سپتامبر ۱۹۸۹)، کارآفرین اینترنتی سوئدی متولد چین است. او در سال ۲۰۱۳ به همراه «پیت» لاو شرکت وان‌پلاس را تأسیس کرد و مدیر OnePlus Global بود. او در سپتامبر ۲۰۲۰ شرکت وان‌پلاس را ترک کرد تا برروی شرکت جدیدی به نام ناتینگ (به انگلیسی: Nothing) سرمایه‌گذاری کند.